# Ciîhîrînske, Bobrîneț
Ciîhîrînske (în ucraineană Чигиринське) este un sat în comuna Novomîkolaiivka din raionul Bobrîneț, regiunea Kirovohrad, Ucraina.

## Demografie
Componența lingvistică a localității Ciîhîrînske
     Ucraineană (95,56%)
     Română (4,44%)
Conform recensământului din 2001, majoritatea populației localității Ciîhîrînske era vorbitoare de ucraineană (95,56%), existând în minoritate și vorbitori de română (4,44%).